# República democrática
Uma república democrática é uma forma de governo que opera em princípios adotados de uma república e uma democracia. Como um cruzamento entre dois sistemas totalmente separados, as repúblicas democráticas podem funcionar com base em princípios compartilhados por ambas as repúblicas e democracias.

## Conceito
Independentemente do nome adotado pelo respectivo Estado (se república democrática ou não), a verificação dá existência de uma república democrática se dá com base nas práticas políticas cotidianas daquele Estado: se permite ou não que seus cidadãos influenciem as decisões do governo; igualdade formal (jurídica) entre os cidadãos; que todos possam votar e ser votados (sufrágio universal); que todos possam participar da gestão pública (direta ou indiretamente); que as pessoas possam expressar suas opiniões de forma livre (liberdade de opinião e de imprensa), inclusive, criticar o governo, sem medo represálias; a existência de uma Constituição, capaz de limitar os poderes do Estado; a separação dos poderes, com autonomia considerável entre os poderes legislativo, executivo e judiciário; proteção ativa mínima de direitos humanos e grupos minoritários (função contramajoritária), dentre outros requisitos.
As definições comuns dos termos democracia e república muitas vezes apresentam preocupações sobrepostas, sugerindo que muitas democracias funcionam como repúblicas, e muitas repúblicas operam com base em princípios democráticos, como mostrado por estas definições do Oxford English Dictionary:
- República : "Um estado em que o poder supremo é exercido pelo povo e seus representantes eleitos..."
- Democracia : "Um sistema de governo por toda a população ou todos os membros elegíveis de um estado, normalmente por meio de representantes eleitos."[10]

Eugene Volokh, da Escola de Direito da UCLA, observa que os Estados Unidos exemplificam a natureza variada de uma república constitucional – um país onde algumas decisões (geralmente locais) são tomadas por processos democráticos diretos, enquanto outras (geralmente federais) são tomadas por representantes democraticamente eleitos. Tal como acontece com muitos grandes sistemas, a governança dos EUA é descrita de forma incompleta por um único termo. Também emprega o conceito, por exemplo, de uma democracia constitucional em que um sistema judicial está envolvido em questões de jurisprudência. No entanto, essas repúblicas eram, de fato, repúblicas democráticas que usavam a democracia soviética, uma forma complicada de democracia indireta.
Tal como acontece com outras democracias, nem todas as pessoas em uma república democrática são necessariamente cidadãos, e nem todos os cidadãos têm necessariamente o direito de votar. O sufrágio é comumente restringido por critérios como a idade de voto e às vezes por prática de crimes ou em caso de prisão do cidadão.

## História
Nos EUA, a noção de que uma república era uma forma de democracia era comum desde a época de sua fundação, e os conceitos associados à democracia representativa (e, portanto, a uma república democrática) são sugeridos por John Adams (escrevendo em 1784):
Nenhuma determinação é feita, é verdade, em uma simples democracia representativa, mas por consentimento da maioria ou de seus representantes. 
Historicamente, alguma inconsistência em torno do termo é frequente. A República da China (Taiwan) afirma ser a mais antiga das repúblicas democráticas da Ásia, embora sua história recente de processo democrático esteja amplamente ligada apenas a Taiwan. Da mesma forma, a mais antiga república democrática da África, a Libéria (formada em 1822), teve sua estabilidade política abalada por violência e golpes periódicos.

## Uso global do termo
Muitos países que usam o termo "república democrática" em seus nomes oficiais (como Argélia, República Democrática do Congo, Etiópia, Coréia do Norte, Laos e Nepal) são considerados " regimes híbridos " não democráticos ou " regimes autoritários " pelo Índice de Democracia da Economist Intelligence Unit  e "não livres" pela organização não governamental Freedom House, sediada nos EUA e financiada pelo governo dos EUA.
Além disso, a Alemanha Oriental também era oficialmente conhecida como República Democrática Alemã, mas, como a República Democrática da Somália, a República Democrática do Vietnã, a República Democrática Popular do Iêmen, a República Democrática do Afeganistão e a República Democrática Popular da Etiópia, as quais eram controladas por um governo burocrático que defendia o marxismo-leninismo.
Há também países que usam o termo "República Democrática" no nome e têm um bom histórico de eleições gerais e foram classificados como "democracia falha" ou "democracia plena" no Índice de Democracia, como a República Democrática de Timor-Leste, a República Democrática de São Tomé e Príncipe e a República Democrática Socialista do Sri Lanka.